# 泰布爾羅克 (密蘇里州)
泰布爾羅克（英語：Table Rock）是位於美國密蘇里州托尼縣的非建制地區。此地原為托尼縣的村，於2004年併入布蘭森。

## 人口
根據2000年美國人口普查的數據，泰布爾羅克的面積為0.5平方千米，皆為陸地。當地共有人口229人，而人口密度為每平方千米458人。